# Championnats du monde de pentathlon moderne 1979
Navigation
Édition précédente Édition suivante
Les championnats du monde de pentathlon moderne 1979, vingt-quatrième édition des championnats du monde de pentathlon moderne, ont eu lieu en 1979 à Budapest, en Hongrie.